# Hieracium colmeiroanum
Hieracium colmeiroanum es una especie de planta con flor del género Hieracium, de la familia Asteraceae, orden Asterales.

## Distribución
Hieracium colmeiroanum se distribuye por España y Francia.

## Taxonomía
Fue descrita científicamente por Arv.-Touv. & Gaut. Fue publicada en Hieracioth. Hisp. 19: n.° 291-292 (1908).